# Flottille de la liberté pour Gaza 2025
Pour la première attaque sur le navire Conscience au large de Malte, voir Attaque de la flottille de la liberté pour Gaza.
Pour les autres initiatives du même nom dans les années 2010, voir Flottille de la liberté.
Pour les articles homonymes, voir Madleen.
Caractéristiques
La flottille de la liberté pour Gaza 2025 (en anglais, Gaza Freedom Flotilla, un mouvement anti-blocus, né en 2010), composée des navires Conscience, Madleen et Handala est constituée à l'initiative de la Coalition internationale de la Flottille de la liberté. Créée en 2010, celle-ci annonce pour objectif de briser le blocus israélien de la bande de Gaza en place depuis 2007 et renforcé depuis octobre 2023 ainsi qu'à fournir une aide humanitaire en réponse à la crise en cours.
L’opération débute avec le Conscience, premier navire de la flottille à prendre la mer. Le bateau est frappé par un drone israélien alors qu’il se trouve dans les eaux internationales. L’attaque provoque d’importants dégâts matériels, empêchant le Conscience de poursuivre sa mission.
Peu après, le Madleen prend le relais, mais il est intercepté par la marine israélienne le 9 juin 2025. Cette interception suscite des critiques internationales et des accusations de violation du droit international, relançant le débat sur la légalité du blocus imposé à Gaza.
À la suite de cet incident, un troisième navire, le Handala, quitte le port de Gallipoli le 20 juillet 2025 pour poursuivre la mission de la flottille. Il est arraisonné par la marine israélienne le 26 juillet.

## Contexte
A partir de 2006, Israël et l'Égypte imposent un blocus de la bande de Gaza, en réponse à sa prise de contrôle par le Hamas. Le blocus est allégé en 2010 avec l'ouverture d'un poste-frontière à Rafah mais perdure.
Le 9 octobre 2023, un blocus total est rétabli par Israël en réaction aux événements du 7 octobre 2023, interrompant l'approvisionnement en eau, nourriture, électricité et gaz. Des chars et des drones israéliens sont chargés de surveiller les ouvertures dans la barrière frontalière entre la bande de Gaza et Israël et de faire respecter le blocus. Israël bombarde également la bande de Gaza de façon répétée.
Cette décision entraîne un effondrement total des services de base et une crise humanitaire majeure dans la bande de Gaza. L'Organisation des Nations unies prévient en juin 2025 que « 100 % de la population [de la bande de Gaza] est menacée de famine ». En novembre 2024, la Cour pénale internationale émet un mandat d'arrêt contre le Premier ministre israélien Benyamin Netanyahou pour crimes contre l'humanité et crimes de guerre, notamment en raison du blocus fait à l'aide humanitaire.
En 2006, des militants américains, britannique et libanais créent un mouvement non-violent pour briser le blocus par la mer. En 2008, deux navires partis de Chypre accostent à Gaza.
La Coalition internationale de la flottille de la Liberté est créée en 2010 pour tenter de briser le blocus de la bande de Gaza et d'y apporter une aide humanitaire. Elle réunit des militants de nombreux pays.
Avant 2025, la coalition avait déjà lancé trois actions :
- La Flottille de la Liberté I part de Turquie avec 8 cargos transportant près de 700 passagers. Le 31 mai 2010, elle est victime d'une intervention de l'armée israélienne qui fait neuf morts et vingt-huit blessés parmi les passagers, notamment suite à l'arraisonnement du Mavi Marmara.

- La Flottille de la Liberté II, composé de dix cargos et transportant près de 1 000 activistes de vingt pays, devait partir du port du Pirée, à Athènes en juin 2011 mais en est empêché par les autorités grecques. Seul le Dignité Al-Karama, avec à son bord Olivier Besancenot et Annick Coupé parvient à gagner les eaux internationales mais est arraisonnée par l'armée israélienne le 19 juillet.

- La Flottille de la Liberté III part de Suède en mai 2015 avec au moins cinq bateaux. Après une escale à Athènes, elle est arraisonnée par l'armée israélienne le 29 juin.

## LeConscience
Le Conscience est le premier navire utilisé par la Flottille de la liberté pour Gaza en 2025. Ce bateau, anciennement connu sous le nom de Majestic, appartient à l’ONG turque İnsani Yardım Vakfı (İHH), selon le site d’enquête Nordic Monitor.
Le Conscience transporte entre 16 et 30 militants internationaux des droits de l’homme, ainsi que de l’aide humanitaire à destination de la bande de Gaza. Il quitte le port de Bizerte, en Tunisie, le 29 avril 2025 et jette l’ancre à l’est de Malte le 1er mai à midi.

### Attaque
Dans la nuit du 1er au 2 mai, alors que le navire est toujours à l’arrêt, il est frappé par ce qui est décrit comme des missiles lancés depuis deux drones, selon des sources au sein de la flottille,. L’attaque se produit vers 0 h 23, à environ 17 milles nautiques des côtes maltaises, en dehors des eaux territoriales,. Les projectiles auraient visé les générateurs du navire, provoquant un incendie et une brèche dans la coque, exposant le bâtiment à un risque imminent de naufrage,.
Des vidéos publiées sur les réseaux sociaux par la coalition montrent des flammes, de la fumée et le son de deux explosions, mais ces documents n’ont pas été authentifiés de manière indépendante,. L’armée israélienne a déclaré de son côté « examiner les rapports » concernant cette attaque, qui a eu lieu à plus de 1 200 milles (2 000 km) d’Israël.

### Imputation
La coalition de la flottille accuse Israël d’être responsable de cette frappe,. Le même jour, un avion de transport militaire israélien de type C-130 Hercules est observé quittant Israël en direction de Malte. L'appareil, selon les données ADS-B, aurait volé à basse altitude dans la zone pendant plusieurs heures, avant de retourner en Israël environ sept heures plus tard,. La question de savoir si ce vol a violé l’espace aérien maltais ou européen demeure non résolue.

## LeMadleen
Caractéristiques
La deuxième expédition de la flottille de la liberté 2025 quitte Catane, en Sicile, le 1er juin 2025, dirigée par le voilier de 18 mètres Le Madleen (anciennement la Barcarole),. Le nom du bateau est un hommage à Madleen Kulab, la première pêcheuse professionnelle gazaouie. La flottille devait initialement atteindre Gaza le 7 juin.
Le Madleen compte un équipage de 12 membres, dont la militante climatique suédoise Greta Thunberg et la députée européenne française Rima Hassan. Le navire est skippé par le Néerlandais Mark van Rennes, accompagné de Reva Seifert-Viard, militant écologiste français et second à bord. Sont également présents l'Allemande Yasemine Acar et le Brésilien Thiago Avila, militants pro-palestiniens et coordonnateurs pour la Coalition internationale de la Flottille de la libertés, les journalistes français Yanis Mhamdi (média en ligne Blast) et Omar Faiad (chaîne Al Jazeera), l’informaticien marseillais et militant syndical au sein de la CGT Pascal Maurieras, le médecin humanitaire français Baptiste André, l’écologiste espagnol Sergio Toribio de l’ONG Sea Shepherd et le militant turc Husein Suayb Ordu, engagé de longue date pour l'indépendance de la Palestine,,,.
L'objectif de la flottille de la liberté 2025 est d'apporter de l'aide humanitaire symbolique à la population palestinienne mais surtout de sensibiliser la communauté internationale face au drame humanitaire, comme le déclarent les organisateurs. Selon Fiona Vanston, chargée des relations publiques de Rima Hassan, la mission poursuivait un objectif politique et symbolique : « montrer qu'Israël est toujours autorisé par la communauté internationale à agir en toute impunité », tout en tentant d'interpeller l'opinion publique sur la situation humanitaire à Gaza tout comme sur le blocus qualifié d'illégal, dans l'espoir de contribuer à y mettre un terme.
Le voilier transporte des biens de première nécessité et de l'équipement médical, tel que du lait en poudre, de la farine, du riz, des couches, des produits menstruels, des kits de dessalement de l'eau, des fournitures médicales, des béquilles et des prothèses pour enfants.
En raison de l'absence de réaction médiatique à l'attaque de Conscience par l'armée israélienne, les membres de la nouvelle expédition ont adopté une stratégie de médiatisation active, diffusant quotidiennement des contenus sur les réseaux sociaux, en lien étroit avec des relais à terre, afin d’assurer une visibilité continue et de se prémunir contre toute disparition silencieuse ou interception hors de la scène publique,.
Puisque le Madleen navigue sous pavillon britannique, la Coalition de la flottille de la Liberté déclare que le gouvernement britannique « a le devoir légal de défendre le Madleen et les civils à bord, et d'empêcher toute ingérence illégale — y compris toute menace ou tout recours à la force — par des puissances étrangères telles qu'Israël ».
Le périple de la traversée de La Madleen se suit en direct sur le site internet Vesselfinder, où le voilier est identifié sous le nom de Barcarole.

### Équipage
| Nom                | Nationalité | Âge lors de l'expédition | Fonction ou rôle principal                                                                                                 |
| ------------------ | ----------- | ------------------------ | --- |
| Greta Thunberg     | Suédoise    | 22 ans                   | Militante climatique |
| Rima Hassan        | Française   | 33 ans                   | Députée européenne, juriste et militante des droits civiques                                                               |
| Mark van Rennes    | Néerlandais | 27 ans                   | Skipper et militant néerlandais, capitaine du Madleen                                                                      |
| Reva Seifert-Viard | Français    | 37 ou 38 ans             | Militant écologiste, second du Madleen                                                                                     |
| Yasemin Acar       | Allemande   | 37 ans                   | Militante engagée pour la cause palestinienne, coordinatrice pour la Coalition de la flottille de la Liberté               |
| Thiago Avila       | Brésilien   | 37 ans                   | Militant solidaire de Gaza, admirateur de Hassan Nasrallah,, coordonnateur pour la Coalition de la flottille de la Liberté |
| Yanis Mhamdi       | Français    | 32 ans                   | Journaliste pour le média Blast                                                                                            |
| Omar Faiad         | Français    | -                        | Journaliste correspondant pour Al Jazeera                                                                                  |
| Baptiste André     | Français    | 35 ans                   | Médecin humanitaire |
| Pascal Maurieras   | Français    | 63 ans                   | Informaticien et militant syndical (CGT)                                                                                   |
| Şuayb Ordu         | Turc        | -                        | Militant solidaire de Gaza                                                                                                 |
| Sergio Toribio     | Espagnol    | -                        | Militant solidaire de Gaza, membre de l'ONG Sea Shepherd                                                                   |

### Réactions avant l'arraisonnement
Par l’intermédiaire du ministre de la Défense Israël Katz, les Forces de défense israéliennes (Tsahal) déclarent au Jerusalem Post que la flottille ne serait pas autorisée à accoster dans la bande de Gaza. Le ministre affirme avoir donné pour instruction à l'armée d'empêcher le navire Madleen d’atteindre la côte. Il accuse les organisateurs FFC, dont la militante Greta Thunberg — qu'il qualifie d'« antisémite » —, de relayer la propagande du Hamas palestinien, et les enjoint à faire demi-tour, réaffirmant la position de l'État d'Israël selon laquelle le blocus de Gaza vise à empêcher l'acheminement d'armes vers le Hamas, désigné comme organisation terroriste par Israël. Il ajoute qu'Israël s'opposerait à toute tentative de briser ce blocus, quel qu'en soit le vecteur : maritime, aérien ou terrestre,,,.
Le sénateur américain Lindsey Graham tient des propos hostiles à la flottille, écrivant : « J'espère que Greta et ses amis savent nager ! ». Ces propos sont immédiatement et vivement critiqués dans la presse.
La France exprime ses réserves et cherche à dissuader les membres de la flottille de poursuivre leur mission, sans succès.
Des experts des Nations unies appellent à garantir un passage sécurisé au navire.

### Trajet
Le 3 juin 2025, un drone est aperçu près du navire, mettant l'équipage en alerte, avant de découvrir qu'il s'agissait d'un drone de surveillance des garde-côtes helléniques,, Plus tard le même jour, la page « IsItDownRightNow.com » signale que le site de la flottille et le système de suivi des navires ne sont pas disponibles ; ils sont par la suite remis en ligne.
Le 4 juin, le navire est localisé à proximité des côtes crétoises.
Le 5 juin, Frontex relaie par radio un appel de détresse d'une embarcation en difficulté, probablement partie de Libye, demandant à l'équipage du Madleen, navire le plus proche, à changer de cap pour lui porter secours. A leur arrivée, quatre migrants, fuyant le conflit soudanais et la famine officiellement déclarée par l'ONU se jettent à l'eau et sont recueillis par le Madleen,,. Les quatre passagers sont récupérés par Frontex et remis aux autorités grecques,.
Le 7 juin, le voilier atteint l'Égypte. Après une escale, il met le cap sur la bande de Gaza, malgré les avertissements d'Israël, qui avait ordonné à son armée de l'en empêcher,.

### Arraisonnement du navire

#### Déroulement
La nuit du 8 au 9 juin, à 03h02 (+1 GMT), l'équipage du navire annonce être pris d'assaut par les forces armées israéliennes, à travers un message vidéo préenregistré de Greta Thunberg. La flottille navigant sous pavillon britannique est interpellée en haute mer à 185 km au large des côtes de Gaza, en dehors de toute zone territoriale israélienne. En contradiction, l'ambassadeur israélien en France, Joshua Zarka, affirme que l'interception a eu lieu quand le voilier « est entré dans les eaux territoriales israéliennes ». Tsahal confirme être « montée à bord » du Madleen après lui avoir demandé de faire demi-tour puisque que le navire approchait d’une « zone réglementée » — une désignation unilatérale non reconnue par le droit international,.
Les forces actives dans l'opération sont composées de l'unité navale de Shayetet 13 et l'unité Snapir de la sécurité frontalière du port,. L'équipage du Madleen déclare avoir décompté au moins 80 militaires.
Au moment de l'abordage, les passagers du navire ont jeté leurs téléphones portables et les couteaux de cuisine par-dessus bord,,. Israël se félicite d'une « prise de contrôle rapide et sans heurts », tout en précisant que « les passagers doivent retourner dans leur pays d’origine ». Sur X, le ministre israélien des affaires étrangères ironise sur l'opération d'interception : « Tous les passagers du selfie yacht sont sains et saufs. Ils ont reçu des sandwichs et de l'eau. Le spectacle est terminé ».
Dans le même temps, la Coalition de la flottille de la Liberté dénonce sur Telegram un « enlèvement » et affirme que les passagers ont été capturés illégalement.

#### Après l'interception
Après son arraisonnement, le voilier est dérouté vers le port d'Ahsdod, près de Gaza (où il n'y a plus de port,). Les passagers sont forcés de rester sur le pont pendant plusieurs heures avant d'être enfermés dans la calle, transis de froid. Au bout de vingt heures, ils sont débarqués sur le sol israélien et soumis à des examens médicaux pour « s'assurer de leur bonne santé », selon les autorités israéliennes. Ils sont également sousmis à de nombreuses fouilles et interrogatoires.
Le ministre israélien de la Défense, Israel Katz, indique avoir voulu projeter Bearing Witness, une compilation d'images brutes sur l'attaques du 7 octobre pour contextualiser le conflit selon la perspective israélienne et que les passagers du voilier « voient exactement quel type d'organisation terroriste est le Hamas »,. Cependant, peu après le début de la projection, les militants et journalistes refusent de le regarder, détournant le regard. L'éditorialiste Rendan O'Neill reproche à l'équipage de nier, minimiser ou justifier les massacres du Hamas pour préserver leur posture morale, et les accuse de manquer de courage pour reconnaître la violence antisémite du 7 octobre.
Israël affirme que l’aide humanitaire transportée par La Madleen sera transférée à Gaza par « de véritables canaux humanitaires » de distribution d’aide.

### Incarcération
Les passagers du Madleen sont remis à la police de l'immigration israélienne et placés en détention dans la prison Givon à Ramla, dans le centre d'Israël. Les militants sont représentés par les avocats de l’ONG de défense des droits humains Adalah.
Le médecin Baptiste André rapporte qu'ils ont été soumis à une privation prolongée d’eau, d’accès aux sanitaires, et de sommeil, accompagnée d’humiliations telles que des réveils forcés répétés, la diffusion de musique forte avec provocations des soldats, ainsi que des conditions dégradantes visant à briser leur dignité et leur résistance mentale. Il raconte également que leurs avocates palestiniennes ont été molestées, ne pouvaient pas s'isoler avec leurs clients et que le consul français a été maltraité.
Pour être rapatriés, Israël exige la signature d'un document dans lequel les militants et journalistes sont contraints de reconnaître avoir pénétré illégalement sur le territoire israélien — une affirmation en contradiction avec le lieu de l’interpellation, qui s’est déroulée en pleine mer, hors des eaux territoriales d’Israël. Ce document est signé par Greta Thunberg, Baptiste André, Omar Faiad et Sergio Toribio. Les trois premiers sont expulsés vers Paris le 10 juin et Sergio Tobirio rejoint l'Espagne le 11 juin.
Les huit autres passagers, qui ont refusé de signé ce document, sont maintenu en détention et leur sort est examiné par les autorités israéliennes : « ils devaient donc passer devant un juge, et recevoir une décision favorable, pour être rapatriés ». Certains parviennent à faire passer des messages au public par leurs avocats.
Pendant leur détention, Thiago Avila et Rima Hassan sont placés à l'isolement, le premier à la prison d'Ayalon pour grève de la faim et la seconde à la prison pour femmes de Neve Tirtza pour avoir écrit « Free Palestine » sur le mur de sa cellule,. L'avocate de l'eurodéputée française dénonce sa détention « dans une cellule insalubre, sans fenêtre, avec des cafards, des mégots de cigarettes et des eaux usées sous le lit. »
Le 12 juin, six membres de la flottille pour Gaza sont amenés vers l'aéroport de Tel-Aviv en vue de leur expulsion, tandis que trois autres (le journaliste Yanis Mhamdi, Pascal Maurieras et Mark Van Rennes) restent en détention.

Le même jour, depuis sa cellule, Yanis Mhamdi réussit à faire passer une lettre : 

« Les conditions de détention ne sont pas faciles mais je sais que ce n'est rien en comparaison du sort des Palestiniens qui subissent la torture et les humiliations en prison. [...] C'est extrêmement difficile de dormir, on se fait sans cesse piquer par des punaises. »

 Selon les organisations palestiniennes, au moins 72 Palestiniens sont morts en prison depuis le début de la guerre. Reva Seifert-Viard, libéré le 12 juin, rapporte qu’ils étaient régulièrement réveillés par des gardes qui « hurlaient jusqu'à ce qu’on soit tous habillés debout au pied de nos lits ».
Le Quai d'Orsay affirme être intervenu pour tenter d’améliorer leurs conditions de détention. Le chef de la diplomatie française assure que dans le cadre de la protection consulaire, son équipe diplomatique à Tel Aviv « reste au contact de ses ressortissants... pour s'assurer de leur état jusqu'à leur retour en France » et que cinq d'entre eux ont pu téléphoner à leurs proches.
Quelque 250 journalistes et médias ont soutenu l’appel de Reporters sans frontières et Blast demandant au gouvernement français « d'exiger publiquement la libération immédiate » du journaliste Yanis Mhamdi, qui a été « privé de nourriture durant plus de seize heures, menacé par des armes, et retenu dans un lieu inconnu, dans des conditions que rien ne justifie ».
À la suite de l'interception de la flottille par Israël et son expulsion, Greta Thunberg accorde plusieurs interviews à son arrivée à Roissy dans lesquelles elle qualifie l'opération d'« acte illégal » et parle d'un « enlèvement » sur des eaux internationales. Cependant, elle insiste à plusieurs reprises sur le fait que l'essentiel n'est pas son propre sort ni celui des autres membres de l'équipage, mais la situation humanitaire à Gaza. Thunberg dénonce un « génocide » en cours et appelle à un cessez-le-feu, à la fin du blocus et à l'entrée de l'aide humanitaire. Elle souligne que son action visait avant tout à attirer l'attention sur la crise humanitaire plutôt que sur son arrestation,.
Pascal Maurieras, Mark Van Rennes et le journaliste Yanis Mhadi devaient être expulsés vers leurs pays respectifs le 13 juin. Cependant, en raison de la reprise du conflit Iran-Israël, ils sont maintenus en détention, Israël ayant fermé son espace aérien. À la demande de leurs avocates, ils sont expulsés vers la Jordanie le 16 juin.
| Nom              | État actuel (16/06/2025) | Source |
| ---------------- | --- | ------ |
| Greta Thunberg   | Expulsée le 10 juin vers la France, puis rentrée en Suède. | [ 74 ] |
| Baptiste André   | Expulsé vers la France le 10 juin. | [ 75 ] |
| Omar Faiad       | Expulsé vers la France le 10 juin. | [ 76 ] |
| Sergio Toribio   | Expulsé vers l'Espagne le 11 juin. | [ 77 ] |
| Rima Hassan      | Détenue en isolement à la prison pour femmes de Neve Tirtza pour avoir écrit « Free Palestine » sur les murs de sa cellule, en grève de la faim. Expulsée vers la France le 12 juin. | ,      |
| Yasemin Acar     | Détenue au centre de rétention de Giv’on (Ramla). Expulsée le 12 juin vers l'Allemagne.                                                                                              | ,      |
| Reva Viard       | Expulsée vers la France le 12 juin. | [ 79 ] |
| Thiago Ávila     | En isolement à la prison d’Ayalon pour grève de la faim et de la soif. Il est libéré le 12 juin.                                                                                     | ,      |
| Şuayb Ordu       | Expulsé vers l'Allemagne le 12 juin. | ,      |
| Pascal Mauriéras | Expulsé vers la Jordanie le 16 juin, rentré en France le 18 juin. | ,      |
| Mark van Rennes  | Expulsé vers la Jordanie le 16 juin, rentré aux Pays-Bas le 18 juin. | ,      |
| Yanis Mhamdi     | Expulsé vers la Jordanie le 16 juin, rentré en France le 18 juin. | ,      |

### Réactions

#### À l'international
L'arraisonnement du voilier par l'armée israélienne constitue une violation du droit international, selon de nombreux observateurs dont Amnesty International, : il s'est produit dans les eaux internationales et non dans les eaux territoriales israéliennes ; par ailleurs, en tant que puissance occupante de la bande de Gaza, Israël a l’obligation d'assurer l'accès de la population à l'aide humanitaire.
Le Hamas qualifie l’interception israélienne de « violation flagrante du droit international et d’attaque contre des volontaires civils agissant pour des motifs humanitaires ».
Le ministère palestinien des Affaires étrangères appelle à la protection de la sécurité des militants de la flottille.
Pour le ministère turc des Affaires étrangères, il s'agit d'une « attaque odieuse » de la part du gouvernement du Premier ministre israélien Benyamin Netanyahu, à travers une « violation flagrante du droit international ». L'Iran condamne un « acte de piraterie » au regard du droit international.
Le Conseil des relations américano-islamiques qualifie l'interception du Madleen par l'armée israélienne d'« acte flagrant de piraterie internationale et de terrorisme d'État ».
La rapporteuse spéciale des Nations Unies pour les droits de l'homme dans les territoires palestiniens occupés, Francesca Albanese, appelle les bateaux de la région et de tous les ports du monde à défier le blocus israélien sur Gaza pour lui apporter leur aide,.
L'aventure de la flottille de la liberté inspire ainsi des militants tunisiens qui souhaitent également briser le blocus israélien et partent le 9 juin 2025 à bord d’autocars à destination de la bande de Gaza: caravane Soumoud.
Des organisations de la société civile malaisienne ont annoncé le lancement d’une vaste mobilisation maritime, baptisée « flottille de 1000 navires », pour briser le blocus israélien de Gaza,.

#### En Israël
Le gouvernement israélien accuse « Greta Thunberg et les autres (d'avoir) essayé de mettre en scène une provocation médiatique dans le seul but de se faire de la publicité », appelant le Madleen le "selfie yacht". Selon Israël, l'objectif principal du blocus de Gaza est d’empêcher le transfert d’armes au Hamas « qui détient (les) otages et commet des crimes de guerre »,.
L'ancien commandant de la marine israélienne Eli Marom considère que la gestion militaire par Israël de la flottille de la liberté pour Gaza est un échec diplomatique. Toutefois, il justifie l'action israélienne en affirmant que le blocus de Gaza est « reconnu par le monde entier », ce qui lui conférerait une légitimité incontestable. Il soutient qu’un pays a le droit de se défendre en appliquant un blocus.
Israël accuse le journaliste Zaher Birawi, l'un des fondateurs de la flottille de la liberté, d'être un militant du Hamas au Royaume Uni. Toutefois, aucun autre pays ne reprend ces accusations, pas même le Royaume-Uni.

#### En France
La France indique qu'elle a « été en lien avec les autorités israéliennes pour prévenir tout incident ». Le ministre des Affaires étrangères Jean-Noël Barrot déclare : « Dès l'arraisonnement du navire, nous avons demandé à pouvoir exercer notre protection consulaire à leur égard » et à leur « rendre visite » dès qu'ils auront rejoint le territoire israélien, « en vue de s'assurer de leur situation et de faciliter leur retour rapide en France ». De son côté, le président de la République Emmanuel Macron demande également le retour « dans les plus brefs délais » des six ressortissants français de la flottille. La France ne s'est pas exprimée sur la légalité ou non de l’arraisonnement du navire dans les eaux internationales et la détention de ses ressortissants.
Le dirigeant de La France insoumise, Jean-Luc Mélenchon, après avoir soutenu le périple de la flottille où avait embarqué une députée européenne LFI, exhorte la France à faire intervenir la marine nationale pour « faire respecter le droit international et nos ressortissants menacés » ; il dénonce ensuite « un acte de piraterie » de la part des autorités israéliennes. Il fustige sur X la « nullité des services français » et affirme que les familles des ressortissants français en Israël n'ont « aucune nouvelle » d'eux.
En raison de la réponse française jugée « trop timide » à la suite de l'arraisonnement de la flottille par Israël, des milliers de personnes se rassemblent le jour même dans plusieurs villes de France, à l'appel de Rima Hassan sur X. Une occupation de la place de la République de Paris a lieu depuis le 9 juin 2025.
Le premier ministre français, François Bayrou, déclare le 11 juin que « les six Français se sont vus offrir le choix de rentrer dans notre pays à l'instant et un certain nombre d'entre eux l'ont refusé. Si les vrais otages, ceux qui sont détenus à Gaza, s'étaient vus offrir la possibilité de rentrer dans leur pays à l'instant, ils seraient rentrés (…) Je trouve inacceptable que l'on instrumentalise les choses de cette manière ». Selon lui, les militants du voilier humanitaire Madleen ont « obtenu l'effet qu’ils voulaient obtenir ». Ces déclarations choquent une partie de la gauche. Les dissensions ont lieu à l'Assemblée nationale, notamment entre Mathilde Panot et le premier ministre français, que la députée LFI accuse de reprendre les « éléments de langage » du Premier ministre israélien, entraînant le départ du groupe LFI. De la même façon, à la suite d'une question du sénateur du groupe communiste Jean-Pierre Corbisez, qui a parlé « d'otages français » et de la même réponse de François Bayrou, les sénateurs PCF quittent le Sénat.

## LeHandala
Le Handala est le troisième navire engagé dans la Flottille de la liberté pour Gaza en 2025. Ancien chalutier norvégien réaménagé, il quitte le port de Gallipoli, en Italie, le dimanche 20 juillet 2025, avec à son bord 18 militants pro-palestiniens et 3 journalistes, dont six ressortissants français — parmi lesquels Gabrielle Cathala et Emma Fourreau, élues du parti La France insoumise (LFI).
Le navire transporte une cargaison d’aide humanitaire composée de matériel médical, de nourriture, de médicaments et d’équipements pour enfants, destinée à la population de la bande de Gaza, confrontée à une situation humanitaire catastrophique après plus de vingt mois de guerre. Le voyage, long d’environ 1 800 kilomètres en Méditerranée, doit durer environ une semaine.
Quelques heures avant son départ, le Handala est victime de deux incidents qualifiés d’« alarmants » par les organisateurs. Selon un communiqué publié par l’association Flottille pour la liberté, une corde a été retrouvée enroulée autour de l’hélice du navire, et un réservoir étiqueté comme contenant de l’eau s’est révélé rempli d’un produit chimique corrosif. Deux membres de l’équipage ont été blessés par brûlures après avoir été exposés à cette substance. L’eurodéputée Emma Fourreau (LFI), également engagée dans l’opération, dénonce sur le réseau social X des tentatives « désespérées pour priver les enfants de Gaza de lait infantile et de nourriture ».
Le ministre français des Affaires étrangères, Jean-Noël Barrot, a qualifié l’initiative de la flottille d’« irresponsable » le lendemain du départ, invoquant les risques liés au contexte sécuritaire régional.
Dans la nuit 24 au 25 juillet, le Handala est victime d'une coupure d'internet alors qu'il est survolé par des drônes israéliens, le coupant de tous contacts avec ses équipes à terre. La connexion est rétablie au bout de deux heures.

### Équipage
| Nom                       | Nationalité                          | Fonction un rôle principal |
| ------------------------- | ------------------------------------ | --- |
| Ange Sahuquet             | Française                            | Ingénieur et militant pro-palestinien, membre de la flottille de la liberté                                                              |
| Antonio La Picirella      | Italienne                            | Marin, militant international pour justice sociale, membre de la flottille de la liberté                                                 |
| Antonio Mazzeo            | Italienne                            | Journaliste |
| Bob Suberi                | Américaine Israélienne               | Vétéran et militant juif palestinien anticolonialiste                                                                                    |
| Braedon Peluso            | Américaine                           | Marin engagé pour la justice sociale et l'environnement, membre de la flottille de la liberté                                            |
| Chloé Fiona Ludden        | Britannique Française                | Scientifique, ancienne salariée du GIEC et du secrétariat général de l’ONU, devenue membre de la Coalition de la flottille de la Liberté |
| Christian Smalls          | Américaine                           | Syndicaliste américain et fondateur de l'Amazon Labor Union                                                                              |
| Emma Fourreau             | Française Suédoise                   | Députée européenne La France insoumise et militante écologiste                                                                           |
| Frank Romano              | Américaine Française                 | Ancien avocat, docteur en droit et littérature anglophone, à l'origine d'une plainte contre les crimes d'Israël à la CPI                 |
| Gabrielle Cathala         | Française                            | Députée La France insoumise et ancienne travailleuse humanitaire                                                                         |
| Hatem Aouini              | Tunisienne                           | Militant internationaliste, pro-palestinien, anti-impérialiste, antisioniste et antifasciste                                             |
| Huwaida Arraf             | Américaine Palestinienne Israélienne | Avocate des droits humains et militante pour la Palestine, cofondatrice de l'International Solidarity Mouvement                          |
| Jacob Berger              | Américaine                           | Acteur et créateur de contenu juif américain engagé pour la Palestine                                                                    |
| Justine Kempf             | Française                            | Infirmière humanitaire auprès de Médecins sans frontières et Médecins du monde                                                           |
| Mohamed El Bakkali        | Marocaine                            | Journaliste pour Al Jazeera |
| Robert Martin             | Australienne                         | Militant pro-palestinien, membre de la flottille de la liberté                                                                           |
| Santiago González Vallejo | Espagnole                            | Syndicaliste retraité, cofondateur du Comité de solidarité avec la cause arabe (CSCA) et militant pro-palestinien.                       |
| Sergio Toribio Sanchez    | Espagnole                            | Militant solidaire de Gaza, membre de l'ONG Sea Shepherd et de la flottille de la liberté                                                |
| Tania Safi                | Australienne                         | Documentariste et militant.e pro-palestinien.ne et contre les injustices systémiques, membre de la flottille de la liberté               |
| Vigdis Bjorvand           | Norvégienne                          | Activiste pour la paix et les droits humains, membre de la flottille de la liberté, cuisinière à bord du Handala                         |
| Waad Al Musa              | Américaine Irakienne                 | Journaliste pour Al Jazeera |

### Arraisonnement du navire
Le matin du 26 juillet 2025, l'armée israélienne avait prévenu qu’elle appliquerait « le blocus légal de sécurité maritime de la bande de Gaza ». Le chalutier demande alors aux autorités égyptiennes de rentrer dans leur zone maritime pour se protéger, mais l'accès leur est refusé. Il longe donc la zone maritime égyptienne sans y entrer. Dans la nuit du 26 au 27 juillet, alors qu'il est à environ 40 milles nautiques de la côte gazaouie, le navire est intercepté par la marine israélienne. Le début de l'interception est filmé par l'équipage et les caméras de vidéosurveillance et diffusé sur les réseaux sociaux par la Coalition de la flotille pour la liberté.
Le Handala est conduit au port israélienne d'Aschdod et les militants à bord sont arrêtés. Ils sont défendus par des avocats de l'ONG israélo-palestinienne Adalah et entamment une grève de la faim.